# Schaal Sels

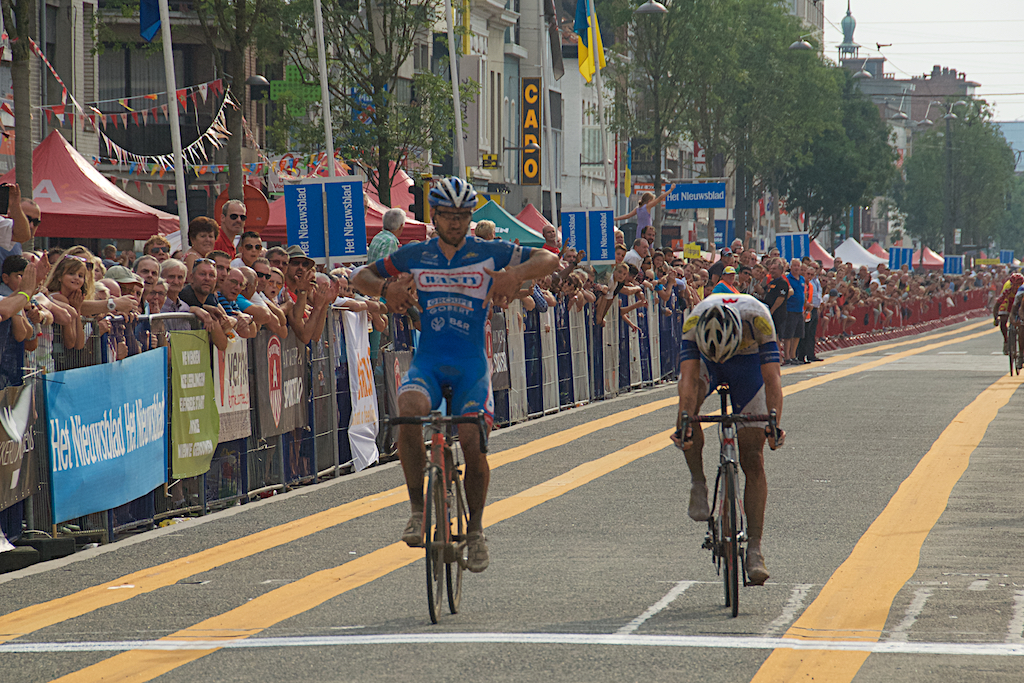
Robin Stenuit won Schaal Sels in 2015

De Schaal Sels is een eendaagse wielerwedstrijd in de provincie Antwerpen, België.
De wedstrijd wordt verreden sinds 1921 met een nationale wedstrijd voor de heren en een criterium voor de dames. De Schaal Sels staat traditioneel op de wielerkalender gepland op de laatste zondag van de Belgische zomervakantie.
Het parcours start op de Bredabaan te Merksem waar plaatselijke ronden doorheen Merksem en Schoten afgelegd worden. Deze semiklassieker wordt ook wel een Koers met karakter genoemd omwille van de kasseistroken en onverharde wegen die sinds 2015 het parcours vervolledigen.

## Ontstaan
De eerste editie van Schaal Sels vond plaats in 1921. De wedstrijd werd genoemd naar Jacques-Charles Sels, een bekende wielerjournalist die zes talen sprak en op een bepaald ogenblik voor zeventien dagbladen schreef. Op 7 mei 1920 sloeg het noodlot echter toe: tijdens de verkenning van de wielerwedstrijd Milaan-Antwerpen naar aanleiding van de Olympische Zomerspelen in Antwerpen begaf de achteras van zijn auto het. De 58-jarige Antwerpenaar probeerde nog uit zijn wagen te springen, maar deze landde recht op hem. Het ongeval vond plaats in de Franse gemeente Mison en kostte uiteindelijk het leven aan Sels en de Brusselaar Jacques Broeckx. Ter nagedachtenis aan de succesvolle journalist organiseerde de Parijse krant Le Journal in 1921 een wielerwedstrijd: Schaal Sels was geboren.

## Geschiedenis
Op maandag 23 mei 1921 om 12 uur werd onder een blakende zon het startschot gegeven van de allereerste Schaal Sels, toen een interclubkoers. Na een spurt met veertien bereikte René Vermandel als eerste de aankomstlijn. Volgens het reglement was de winnende club verplicht om de volgende editie te organiseren, maar zij bleken hier niet toe in staat. Daardoor werd er in 1922 geen Schaal Sels verreden.
Op maandag 30 juli 1923 ging de tweede editie met een jaar vertraging toch van start in Kapellen, met opnieuw Vermandel als winnaar. Een jaar later werd de wedstrijd definitief naar Merksem gehaald, waar de overwinning voor Jules Matton was. Sinds 1924 stond Schaal Sels jaarlijks op de kalender, tot de Tweede Wereldoorlog in 1939 en 1940 roet in het eten gooiden. Tussen 1941 en 1943 vond de wedstrijd wel weer plaats, maar in 1944 en 1945 nam de oorlog opnieuw de bovenhand.
Tussen 1946 en 2013 werd geen enkele jaargang overgeslagen maar werden er wel regelmatig wijzigingen doorgevoerd. Zo was het in 1996 voor de laatste keer een interclubwedstrijd en kreeg het in 1997 een 1.5 statuut, waardoor er punten voor de wereldranglijst te verdienen waren. Dat legde de organisatie geen windeieren want met Johan Museeuw kwam de Wereldkampioen aan de start en met Tom Steels kon een grote naam op de erelijst worden bijgeschreven. Een jaar later, in 1998, kreeg Schaal Sels een 1.4 statuut waardoor enkel profs nog startrecht hadden. In 2002 werd het een 1.3 wedstrijd, in 2005 ten slotte 1.1.
Niet alleen het statuut veranderde, ook de media-aandacht. Zo zond Sporza de wedstrijd uit in 2004, terwijl ze een jaar later op VT4 te zien was. Dit was overigens de eerste keer dat de zender een wielerwedstrijd live uitzond. In 2007 was het de Antwerpse zender ATV die de uitzendrechten verwierf.
Ten slotte werd ook de start- en aankomstplaats meermaals verlegd. Tijdens de eerst editie vertrok het peloton vanaf de Velodroom Garden City te Wilrijk om hier na 173 kilometer opnieuw te finishen. In 1924 verhuisde de karavaan definitief naar Merksem, waar sinds 2009 het vertrek en de aankomst op de Bredabaan liggen. Dé Champs-Elysées van Schaal Sels gooide in 2014 echter roet in het eten: wegenwerken zorgde ervoor dat de wedstrijd, die intussen is uitgegroeid tot een klassieker, voor de zesde maal in de geschiedenis geannuleerd moest worden.
Wat begon als een bescheiden lokaal evenement in 1921, is in de afgelopen eeuw uitgegroeid tot een monument in de wielergeschiedenis. Op zondag 25 augustus 2024 wordt intussen het 100-jarig bestaan van Schaal Sels te Merksem gevierd. 

## Vernieuwd concept sinds 2015
Op 30 augustus 2015 vond de 90ste editie plaats. Voor dit jubileum had de organisatie een uniek parcours uitgetekend: naast 30 kilometer kasseien moesten de renners ook 19 kilometer onverharde stroken verteren. Daarmee trad de semiklassieker in de voetsporen van Parijs-Roubaix, Strade Bianche en Tro Bro Leon. Om alles in goede banen te leiden, werd onder meer beroep gedaan op de ervaring van Nico Mattan en Johan Museeuw als respectievelijk koersdirecteur en assistent-koersdirecteur.
Een reeks mooie namen zoals Wout van Aert, Jelle Wallays en Edward Theuns deden een gooi naar de overwinning terwijl Belgisch Kampioen Preben Van Hecke het peloton lam legde voor zijn ploegmaats van Topsport Vlaanderen-Baloise vooraan. Uiteindelijk bleek Robin Stenuit van Wanty-Groupe Gobert de sterkste door Oliver Naesen in de sprint te kloppen op de Bredabaan te Merksem. Het grote publiek en ook de pers konden het nieuwe concept wel smaken.

## Lijst van winnaars

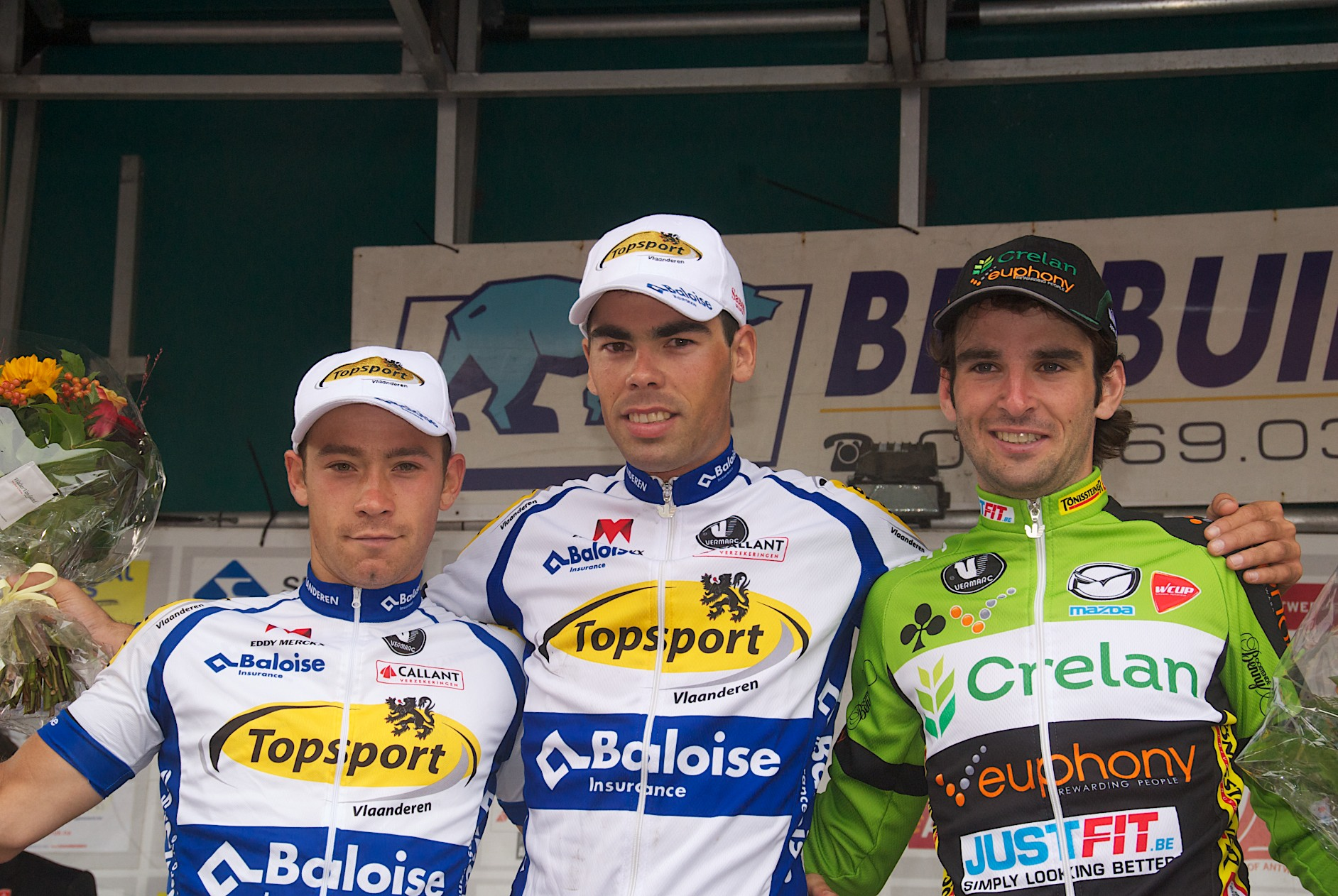
Schaal Sels 2013 : Michael Van Staeyen (2), Pieter Jacobs (1) & Baptiste Planckaert (3).

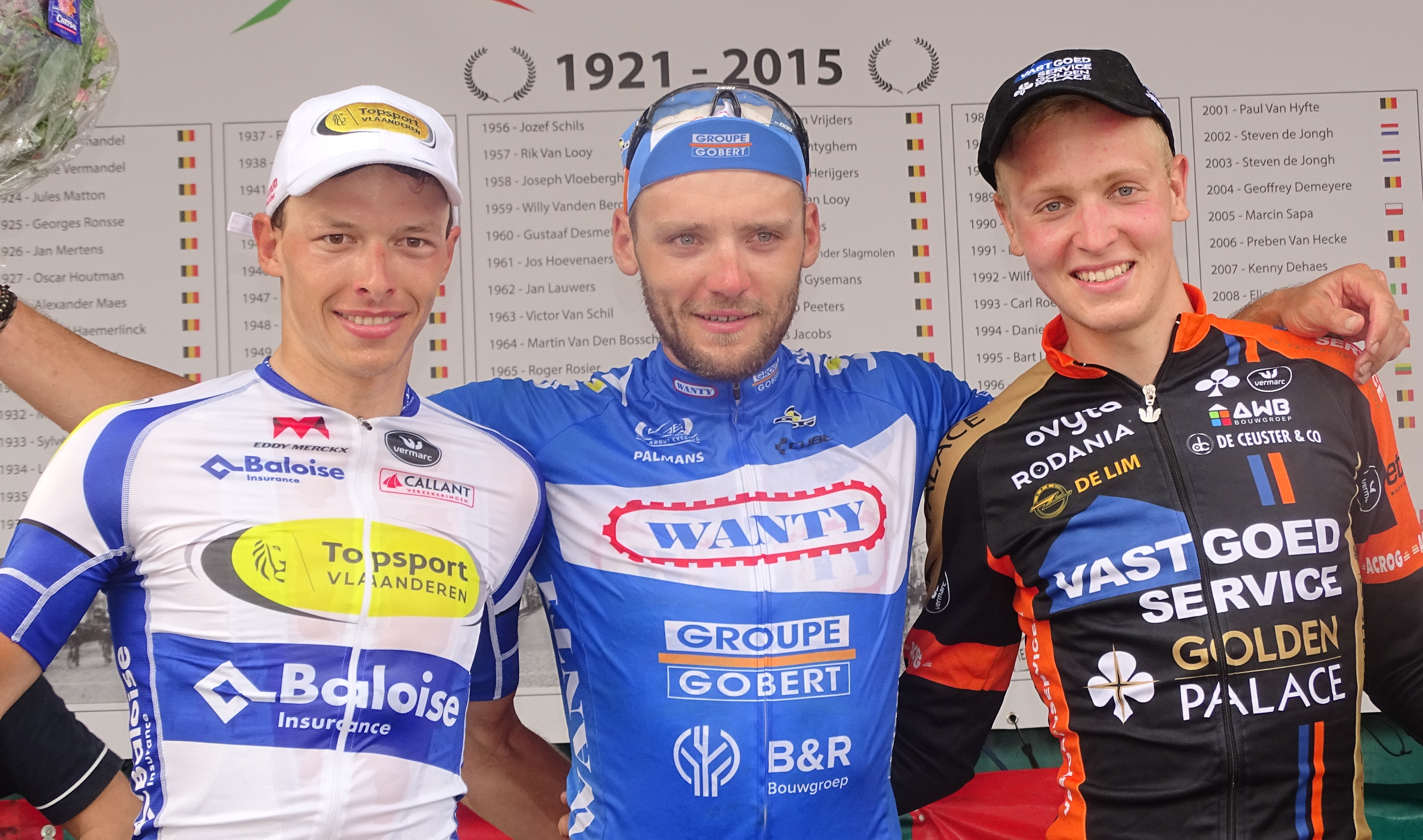
Schaal Sels 2015 : Oliver Naesen (2), Robin Stenuit (1) & Tim Merlier (3).

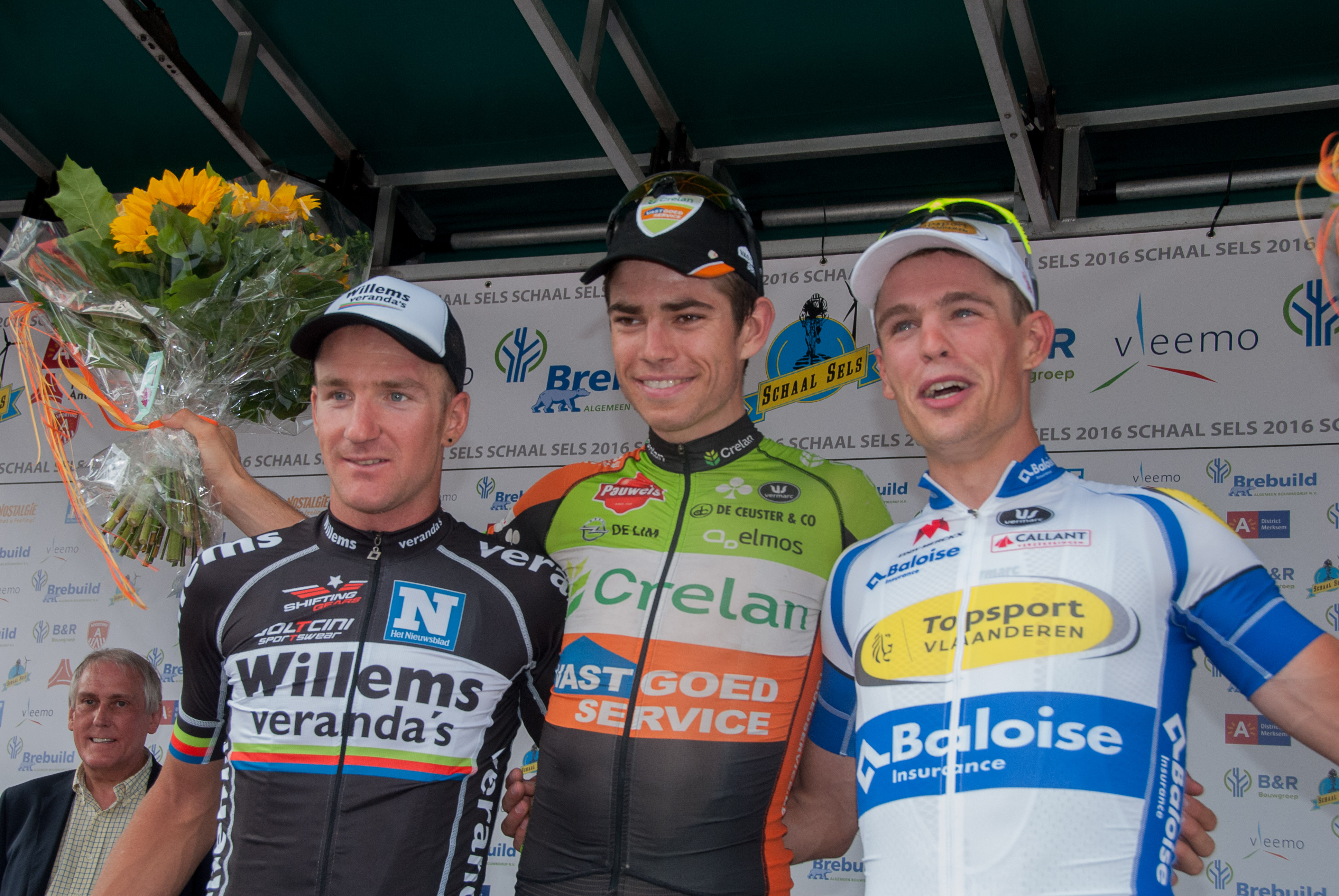
Schaal Sels 2016 : Timothy Dupont (2), Wout van Aert (1) & Stijn Steels (3).

### Meervoudige winnaars
| Overwinningen | Renner           | Land      | Jaren            |
| ------------- | ---------------- | --------- | ---------------- |
| 3             | Steven de Jongh  | Nederland | 2000, 2002, 2003 |
| 2             | René Vermandel   | België    | 1921, 1923       |
| 2             | Sylvain Grysolle | België    | 1935, 1936       |
| 2             | Frans Bonduel    | België    | 1930, 1937       |
| 2             | Ward Sels        | België    | 1966, 1968       |
| 2             | Jos Jacobs       | België    | 1975, 1979       |
| 2             | Carl Roes        | België    | 1989, 1993       |
| 2             | Aidis Kruopis    | Litouwen  | 2010, 2011       |

### Overwinningen per land
| Overwinningen | Land                               |
| ------------- | ---------------------------------- |
| 82            | België                             |
| 5             | Nederland                          |
| 2             | Italië, Litouwen                   |
| 1             | Luxemburg, Polen, Verenigde Staten |